# نجیب چکوری
نجیب چکوری (انگلیسی: Naguib Chakouri؛ زادهٔ ۱۰ اوت ۱۹۹۲) بازیکن فوتبال اهل فرانسه است.